# 句容市
句容市（くよう-し）は中華人民共和国江蘇省に位置する省直轄の県級市であり、しばらく鎮江市に代理管轄されている。南京市城内を貫く秦淮河の源流、句容河が流れる。

## 行政区画
- 街道:華陽街道、崇明街道
- 鎮:下蜀鎮、白兎鎮、辺城鎮、茅山鎮、後白鎮、郭荘鎮、天王鎮、宝華鎮

## 交通
- 主要道路
  - 104国道
  - 312国道
  - G42-21 滬武高速
  - G42 滬蓉高速
  - G25 長深高速

- 鉄道
  - 寧杭旅客専用線 - 句容西駅（中国語版）
  - 滬寧沿江高速鉄道 - 句容駅(中国鉄路)（中国語版）
  - 寧句都市間軌道交通